# Phyllanthus mukerjeeanus
Phyllanthus mukerjeeanus là một loài thực vật có hoa trong họ Diệp hạ châu. Loài này được D.Mitra & Bennet miêu tả khoa học đầu tiên năm 1967.